# 约翰·海卡努斯
海卡努斯一世（Hyrcanus I）或约翰·海卡努斯（John Hyrcanus，前164年—前104年，羅馬化：Iōánnēs Hurkanós）是哈斯蒙尼王朝领袖，犹太人总督和大祭司（公元前134-104年）。在拉比文学他经常被称为“约哈南·科恩·加多尔”（拉丁語：Yoḥanan Cohen Gadol）、“大祭司约翰”。自公元前113年，海卡努斯发动了针对撒马利亚人的战争，虽然撒马利亚人得到了安条克九世6000人军队的支援，但最终海卡努斯击败了撒马利亚人并将其划为奴隶，海卡努斯后摧毁了撒马利亚人在基利心山的圣殿。海卡努斯还进攻了以东人，并强迫以东人皈依犹太教，这是历史上首次犹太人强迫他人改宗的记录。